# ニューディール政策
ニューディール政策（ニューディールせいさく、英: New Deal）は、1930年代にアメリカ合衆国大統領フランクリン・ルーズベルトが世界恐慌を克服するために行った一連の経済政策である。
新規まき直し政策や、単にニューディールとも呼ばれる。

## 概要
それまでアメリカの歴代政権が取ってきた、市場への政府の介入も経済政策も限定的にとどめる古典的な自由主義的経済政策から、政府が市場経済に積極的に関与する国家資本主義的政策へと転換したものであり、第二次世界大戦後の資本主義国の経済政策に大きな影響を与えた。
「世界で初めてジョン・メイナード・ケインズの理論を取り入れた」と言われるが、彼の著書『雇用、利子および貨幣の一般理論』は1936年に出版されており、ニューディール政策が開始された1933年よりも後である。原案は、いち早く世界大恐慌から脱した日本の高橋是清が考案した政策（時局匡救事業）と大半の部分で共通している。
「ニューディール（New Deal）」という政策名は、マーク・トウェインが1889年に発表した小説『アーサー王宮廷のコネチカット・ヤンキー』において主人公が実施した政策にちなんでいる。

## 経緯
ルーズベルトは大統領就任前のラジオでの選挙演説で「大統領に就任したら、1年以内に恐慌前の物価水準に戻す」と宣言した。
ルーズベルトは1933年3月4日に大統領に就任すると、翌日には日曜日にもかかわらず「対敵通商法」に基づき国内の全銀行を休業させ、ラジオ演説で1週間以内に全ての銀行の経営実態を調査させ預金の安全を保障することを約束し、銀行の取り付け騒ぎは収束の方向に向かった。ルーズベルトは1933年に大統領に就任後、ただちに大胆な金融緩和を行ったため信用収縮が止まっている。
ルーズベルトは、次に述べる100日間の直後にグラス・スティーガル法を制定して、この約束を果たした（連邦預金保険公社の設立と銀証分離）。
更に連邦議会に働きかけて、矢継ぎ早に景気回復や雇用確保の新政策を審議させ、最初の100日間でこれらを制定させた。
- 緊急銀行救済法

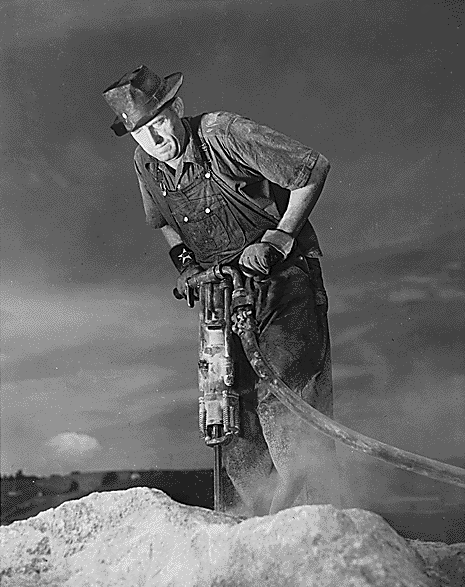
TVAの公共事業に従事する労働者

- TVA（テネシー川流域開発公社）などによる右写真のような公共事業
- CCC（市民保全部隊）による大規模雇用
- NIRA（全国産業復興法）による労働時間の短縮や最低賃金の確保
- AAA（農業調整法）による生産量の調整
- ワグナー法（全国労働関係法）による労働者の権利拡大

さらに1935年には第二次ニューディールとして、失業者への手当給付・生活保護から失業者の雇用へという転換を行い、WPA（公共事業促進局）を設立し、失業者の大量雇用と公共施設建設や公共事業を全米に広げた。
対外的には保護貿易から自由貿易に転じ、大統領権限による関税率の変更や外国と互恵通商協定を締結する権限が議会で承認された。変わったプロジェクトとしては公共事業促進局の実施する対数表プロジェクト (Mathematical Tables Project) があり、同プロジェクトにおいて対数表の精度向上の試みが行われた。これは弾道計算や近似計算の精度向上に寄与し、第二次世界大戦時の米軍の着弾命中精度の向上やマンハッタン計画における爆縮レンズ（ZND理論）に影響を与えた。

## 政策に対する賛否

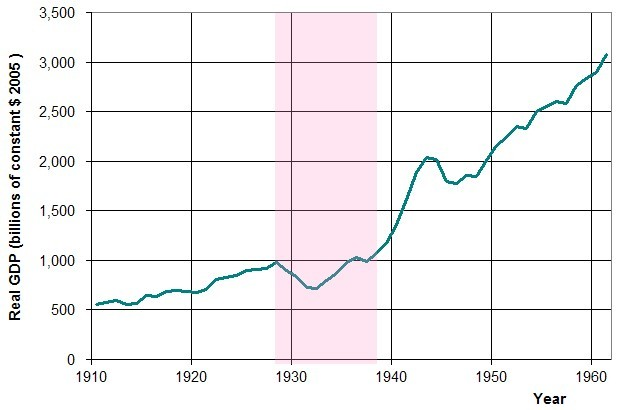
米国の実質GDP（1910-1960年）、赤色強調は大恐慌時代 (1929–1939)

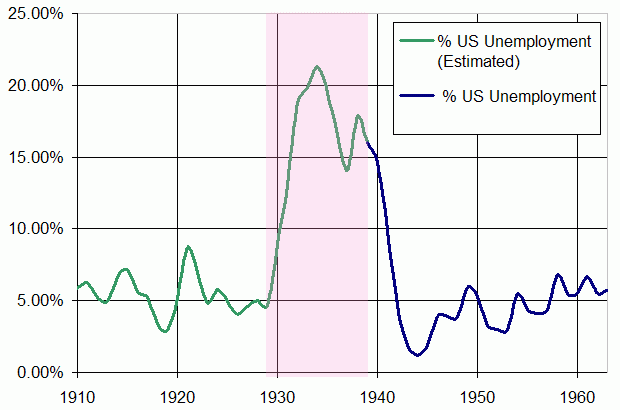
米国の失業率（1910-1960年）、赤色強調は大恐慌時代 (1929–1939)、1939年以前は推定値

これらの政策によって経済は1933年を底辺として1934年以後は回復傾向になったが、NIRAやAAAといった政策のいくつかが最高裁で「公正競争を阻害する」とする違憲判決を出された。さらに、積極財政によるインフレ傾向および政府債務の増大を受け、財政政策・金融政策の引き締めを行った結果、1937-1938年には失業率が一時的に再上昇する結果となった。その後、1941年12月に第二次世界大戦に参戦したことによる、アメリカ合衆国史上最大の増大率となる軍需歳出の増大により、アメリカ合衆国の経済と雇用は恐慌から完全に立ち直り著しく拡大した。
結局、名目GDPは1929年の値を1941年に上回り、実質GDPは1929年の値を1936年に上回り、失業率は1929年の値を1943年に下回る、という経過をたどった。
ニューディール政策以後のアメリカ合衆国では、連邦政府の歳出やGDPに対する比率が増大し、連邦政府が強大な権限を持って全米の公共事業や雇用政策を動かすこととなり、さらに第二次世界大戦により連邦政府の権力強化や巨大化が加速し、アメリカ合衆国の社会保障政策を普及させた。
ミルトン・フリードマンは「1929-1933年と1933-1941年の期間は別に考えるべきである。大恐慌ではなく大収縮を終わらせたのは、銀行休日、金本位制からの離脱、金・銀の購入計画などの一連の金融政策であったのは間違いない。大恐慌を終わらせたのは、第二次世界大戦と軍事支出である」と指摘している。
経済学者の宇沢弘文は「結局は、ニューディール政策がどういう結果・成果をもたらしたかが分かる前に第二次世界大戦に突入してしまった」と述べている。また宇沢は「フリードマンが中心となって、ニューディール政策のすべてを否定する運動が展開された。ロナルド・レーガン政権の頃にはニューディール政策は完全に否定された」と述べられている。
経済学者の矢野浩一は「ニューディールは、『財政政策による効果が大きかった』と考えられてきたが、その後の研究で『金融政策・財政政策を組み合わせた政策パッケージ（ポリシーミックス）に効果があった』」と理解されるようになった」と指摘している。矢野は「1937年にアメリカ政府は増税を実施し、FRBも金融を引き締めたために、1938年には景気が腰折れし、再度不況に突入した。これが『1937年の失敗』」と呼ばれる歴史的教訓である」と指摘している。
経済学者のロバート・ルーカスは、「1934年の預金保険の整備、グラス・スティーガル法による銀行と証券の分離によって、銀行が過度なリスクをとれないようにする金融規制の体系が整った」としており、「この銀行規制は数十年にわたって、大恐慌の再発を防止した」としている。

### 金融政策
経済学者のクリスティーナ・ローマーは、「大恐慌期のGDP回復は、ほとんど金融緩和によってもたらされた」とする論文を発表している。ベン・バーナンキは、大恐慌期からの回復・デフレ脱却は、金本位制停止による金融緩和の実現可能性が寄与したとしている。

### 財政政策
経済学者の田中秀臣、安達誠司は「ルーズベルト大統領の『ニューディール政策』は、財政支出の規模は対GDP比で5%前後とフーヴァー大統領の時代とそれほど変化はなかった」と指摘している。
クリスティーナ・ローマーは、ニューディールの財政政策は効果がなかったと、経済史的研究から結論づけている。ローマーは、1930年代からの重要な教訓は、小さい財政刺激は小さい効果しかもたないことだ（One crucial lesson from the 1930s is that a small fiscal expansion has only small effects.）と2009年に述べている。2013年には「私の考えでは、大恐慌から学べるのは、この理論【財政政策は試してみれば機能する】が実証的な根拠によって確証されるということです。1930年代に用いられたとき、財政政策は現に回復に拍車をかけています。主な問題点は財政政策が余り用いられなかったことなのです。」と述べている。
ポール・クルーグマンは以下のように述べている。
「一部の経済学者は大恐慌やその意味合いを決して忘れなかった。その一人がクリスティ・ローマーである。危機開始から4年経った今（2012年）、財政政策に関する優れた研究（そのほとんどが若い経済学者によるもの）が増えつつある。そうした研究は概ね、財政刺激は有効だと裏付けるものであり、大規模な財政刺激をすべきだと示唆している。」
「特に私やスティグリッツやクリスティーナ・ローマーが、不況に直面して支出削減をするのはそれを悪化させるだけで、一時的な支出増が回復に有益だと主張しているのを読んだときに、『これは彼らの個人的見解である』とは思わないようになってくれることを願いたい。ローマーが財政政策についての研究に関する最近の演説で述べたように、財政政策が重要だという証拠は、かつてないほど強くなっています－－財政刺激は経済が職を増やすのに役立ち、財政赤字を減らそうとすれば少なくとも短期的には成長を引き下げてしまうのです。それなのに、この証拠は立法プロセスには伝わっていないようです。僕たちはそれを変えなければならない。」。
ロバート・ルーカスはローマーの分析を「他の理由ですでに決まっていた政策に対して、後付けで正当化を行った迎合」と批判した。
ロバート・ルーカスの見解について、ポール・クルーグマンは「その根拠は『リカードの中立命題』という原理だった。そしてその主張によって、その原理の実際の仕組みをそもそも知らないか、知っていたにしても忘れてしまっていることを暴露した」と批判した。
小室直樹は、「ニューディール政策の多くは、あまりにも革命的でありすぎたため、つぎつぎに連邦最高裁によって違憲判決が下されたほどであった。ルーズベルト大統領は、仕方なく、親ルーズベルト的法律家を、多数、最高裁判事に任命して、やっと合憲判決をせしめるという戦術をとらざるをえなかった。普通の人々の会話において、「あいつはニューディーラー」だと言えば、戦前の日本において、「あいつはアカだ」というくらいの意味であった。」「せっかくTVA（テネシー渓谷開発公社）などの設備投資増大政策をとっても、古典派（当時のアメリカにおいては、圧倒的多数派であった）に反対されると、すぐよろめく。そんなに設備投資をして政府支出を激増させると財政は破綻するぞと諫められると逡巡する。」と述べている。
宇沢弘文は、「アンシャンレジームは特にTVAに必死に抵抗し、「民間がやるべき仕事を政府がやるのは違憲だ」という訴訟を何度も起こし、連邦最高裁判所も違憲判決を出す。それを受けて、1943年、TVAは組織を大幅に変えて、地方政府の資金で地域開発を担当する制度となって、辛うじて社会的共通資本としての体裁を保つことができた。TVAと銀行法の二つを市場原理主義者たちが繰り返し批判し、その解体を試みたわけである」と述べている。

#### ケインズとの関係
ルーズベルト自身は財政均衡主義者であり、赤字財政に否定的だったとされている。ケインズが提案した財政政策をルーズベルトが採用したとされているが、それについてはルーズベルト自身が否定している。ルーズベルトは、1934年にケインズと一度だけ会っているが、「統計の数字ばかりで理解できなかった」と話している。ケインズと直接対話したルーズベルトは、ケインズの赤字国債発行による景気刺激政策の話を「途方もないホラ話」と切り捨てたとされる。なお、ニューディール政策は1933年から実施されており、ケインズの『一般理論』は1936年に出版されている。

### 日本
戦後の日本人の常識の一つに、世界恐慌はルーズベルト大統領によるケインズ型の財政政策によって回復した、というものがある。
田中秀臣は「今日のケインズ政策の理解の原型（ニューディール型の政策による世界恐慌からの脱出というシナリオと金融政策の事実上の無視）は都留重人によって広められた」と指摘している。
経済学者の都留重人は「『国民的利益』概念の2つである『国防』と『全的就業』が同時に満たされたことが、太平洋戦争開始に至るまでの好戦的態度の十分の根拠となった。『ニューディール』政策はこうして戦争に繋がっていった」と指摘している。田中秀臣は「政府のケインズ型財政政策が戦争を招き、戦争によって世界恐慌が解決された、という今日でも散見される主張の起源は、都留によるものである」と指摘している。経済学者の岩田規久男は「アメリカが第二次世界大戦に参戦したのは1941年であるが、実質GNPは1933年を底に回復していた。『アメリカは戦争によって大恐慌から回復した』という主張は事実に基づいていない」と指摘している。